# Игор Гарниер
Игор Гарниер (Београд, 16. фебруар 1990 — Вашингтон, 4. јул 2021) био је српски диск џокеј, композитор, текстописац и музички продуцент.

## Каријера
Први сусрет са музиком имао је у добу од шест година, када је почео да похађа музичку школу, где је учио да свира клавир. Након тога уписао је средњу музичку школу, где је учио о музичкој продукцији, теорији музике и клавиру. Након завршетка средње уписао је Европски музички универзитет, смер аудио инжењерство, где је завршио основну музичку продукцију и звучну технику. Са електронском музиком упознао се 2005. године, што му је омогућило да експериментише бескрајном количином звука, а након тога одлучио је да се професионално бави музиком. Од 2007. године наступао је ноћним клубовима у Београду, а до 2008. године уз електронску, почео је да комбинује и денс музику.
Професионалну каријеру и препознатљивост, Игор је имао од 2011. године у Србији, када је објавио дебитантски албум Београдски људи и био на насловној страници српског издања часописа Men's Health у јуну 2011. године. Најпрепознатљивији је по песмама Бићу ту, Belgrade People, Feel Desire, Love Is Taking Control и ремиксу песме посвећене Милки Цанић. Године 2012. објавио је други студијски албум под називом Love Is Taking Control и основао сопствену издавачку кућу Watermelon Recordings.
Игорова песма Welcome To Belgrade коју је урадио у сарадњи са диск џокејом Кизамијем и Мињом била је на другом месту хит листе ТДИ радија. Године 2014. Игор је постао један од првих музичких продуцената који су потписали уговор са издавачком кућом Spinnin' Records. Песма What We Need Tonight коју је снимио заједно са Романом Полонскијем била је на првом месту ТДИ радио клупских хитова, а током овог периода Игор је сарађивао и са Жељком Самарџићем на песми Марија.
Његови музички спотови емитују се на регионалним и међународним телевизијским станицама, а такође и на каналу МТВ. Одржао је музичку турнеју широм Србије, наступао са Антонијом Кламараном и Томом Новијем, а касније и са музичарем Фетбој Слимом у Београдској арени.
Преминуо је изненада током тренинга у теретани у Вашингтону 4. јула 2021. године. Сахрањен је на Новом бежанијском гробљу у Београду.

## Дискографија

### Албуми
- Игор Гарниер - Belgrade People (Игор и Миња)

1. City Lights
2. Bicu Tu
3. Be Alright
4. Purple Love
5. Belgrade People
6. Time Is Now
7. 2night
8. Get Up
9. One Night With You
10. You’ll Never Be Alone
11. Be Alright (The Kickstarts ремикс)

- Igor Garnier - Love Is Taking Control

1. Love Is Taking Control (Игор и Миња)
2. Feeling Hot (Игор и Малена)
3. Summer in Belgrade
4. Feel Desire (Игор и Малена)
5. Light
6. Welcome to Belgrade (Игор, Кизами и Миња)
7. Without You By My Side (Игор и Малена)
8. Dreams Come True (Игор и Миња)
9. Let Me Be Your Love (Игор и Малена)
10. Forever & Ever
11. You Can Take My Breath (Игор и Миња)

### Синглови
- Feel Desire
- Forever & Ever (Игор, Syntheticsax и Mané)
- Aјде ромале (Миња, Мондо и Игор)
- Take you away (Игор и Миња)